# Audan Schalaghasch
Der Audan Schalaghasch (kasachisch Жалағаш ауданы Schalaghasch audany, russisch Жалагашский район Schalagaschski rajon) ist ein Bezirk im Gebiet Qysylorda in Kasachstan.

## Bevölkerung
Bei der Volkszählung 1999 hatte der Audan Schalaghasch 39.553 Einwohner. Die Volkszählung 2009 ergab für den Bezirk eine Einwohnerzahl von 35.695. Bei der letzten Volkszählung 2021 lebten 35.483 Menschen im Audan Schalaghasch. Die Fortschreibung der Bevölkerungszahl ergab zum 1. Januar 2025 eine Einwohnerzahl von 35.930.
| Einwohnerentwicklung               | Einwohnerentwicklung | Einwohnerentwicklung | Einwohnerentwicklung | Einwohnerentwicklung | Einwohnerentwicklung | Einwohnerentwicklung |
| 1959                               | 1970                 | 1979                 | 1989                 | 1999                 | 2009                 | 2021                 |
| ---------------------------------- | -------------------- | -------------------- | -------------------- | -------------------- | -------------------- | -------------------- |
| 18.129                             | 26.042               | 34.624               | 37.140               | 39.553               | 35.695               | 35.483               |
| Anmerkung: Volkszählungsergebnisse |                      |                      |                      |                      |                      |                      |

## Verwaltungsgliederung
Der Audan Schalaghasch ist in 15 ländliche Bezirke (kasachisch Ауылдық округ Auyldyq okrug; russisch Сельский округ Selski okrug) gegliedert (Stand: 2021).
| Ländlicher Kreis | Einwohner | Einwohner | Orte                 |
| Ländlicher Kreis | 2009      | 2021      | Orte                 |
| ---------------- | --------- | --------- | -------------------- |
| Alamessek        | 2.295     | 1.874     | Jesset batyr         |
| Aqqum            | 2.158     | 1.961     | Aqqum                |
| Aqqyr            | 1.113     | 1.062     | Aqqyr                |
| Aqsu             | 1.276     | 1.676     | Aqsu                 |
| Buqarbai batyr   | 1.983     | 2.016     | Buqarbai batyr       |
| Jengbek          | 1.979     | 1.470     | Jengbek              |
| Mädenijet        | 2.161     | 1.951     | Mädenijet            |
| Maqpalköl        | 1.921     | 1.883     | Temirbek Schürgenow  |
| Myrsabai Achun   | 1.344     | 1.283     | Myrsabai Achun       |
| Qaraketken       | 1.656     | 1.520     | Daldabai, Qaraketken |
| Schalaghasch     | 13.479    | 15.106    | Schalaghasch         |
| Schämenow        | 1.193     | 1.033     | Schämenow            |
| Schangadarija    | 882       | 546       | Schangadarija        |
| Schangatalap     | 891       | 817       | Schangatalap         |
| Tang             | 1.364     | 1.285     | Schangaqonys, Tang   |